# Lepidiota robusta
Lepidiota robusta är en skalbaggsart som beskrevs av Moser 1926. Lepidiota robusta ingår i släktet Lepidiota och familjen Melolonthidae. Inga underarter finns listade i Catalogue of Life.